# Pardosa suchismitae
Pardosa suchismitae là một loài nhện trong họ Lycosidae.
Loài này thuộc chi Pardosa. Pardosa suchismitae được Majumder miêu tả năm 2004.